# Mauricio Funes
Mauricio Funes (San Salvador, 18 ottobre 1959 – Managua, 21 gennaio 2025) è stato un politico e giornalista salvadoregno.

## Biografia
Fu Presidente di El Salvador, in carica dal 1º giugno 2009 al 1º giugno 2014. Fu esponente del FMLN.

## Premi
- 1994 - Premio Maria Moors Cabot[3]